# إيرول ساندر
إيرول ساندر (بالألمانية: Erol Sander)‏ هو عارض وممثل ألماني، ولد في 9 نوفمبر 1968 في تركيا.

## أعمال

### أفلام
- (2004) الإسكندر

## وصلات خارجية
- إيرول ساندر على موقع IMDb (الإنجليزية)
- إيرول ساندر على موقع مونزينجر (الألمانية)
- إيرول ساندر على موقع ألو سيني (الفرنسية)
- إيرول ساندر على موقع أول موفي (الإنجليزية)
- إيرول ساندر على موقع قاعدة بيانات الأفلام السويدية (السويدية)
- إيرول ساندر على موقع قاعدة بيانات الفيلم (الإنجليزية)
- إيرول ساندر على موقع كينوبويسك (الروسية)